# Lejeunea flava
Lejeunea flava är en bladmossart som först beskrevs av Olof Swartz, och fick sitt nu gällande namn av Christian Gottfried Daniel Nees von Esenbeck. Lejeunea flava ingår i släktet Lejeunea och familjen Lejeuneaceae. Inga underarter finns listade i Catalogue of Life.